# Picralima
Picralima é um género botânico pertencente à família Apocynaceae.